# Marcus Bensmann

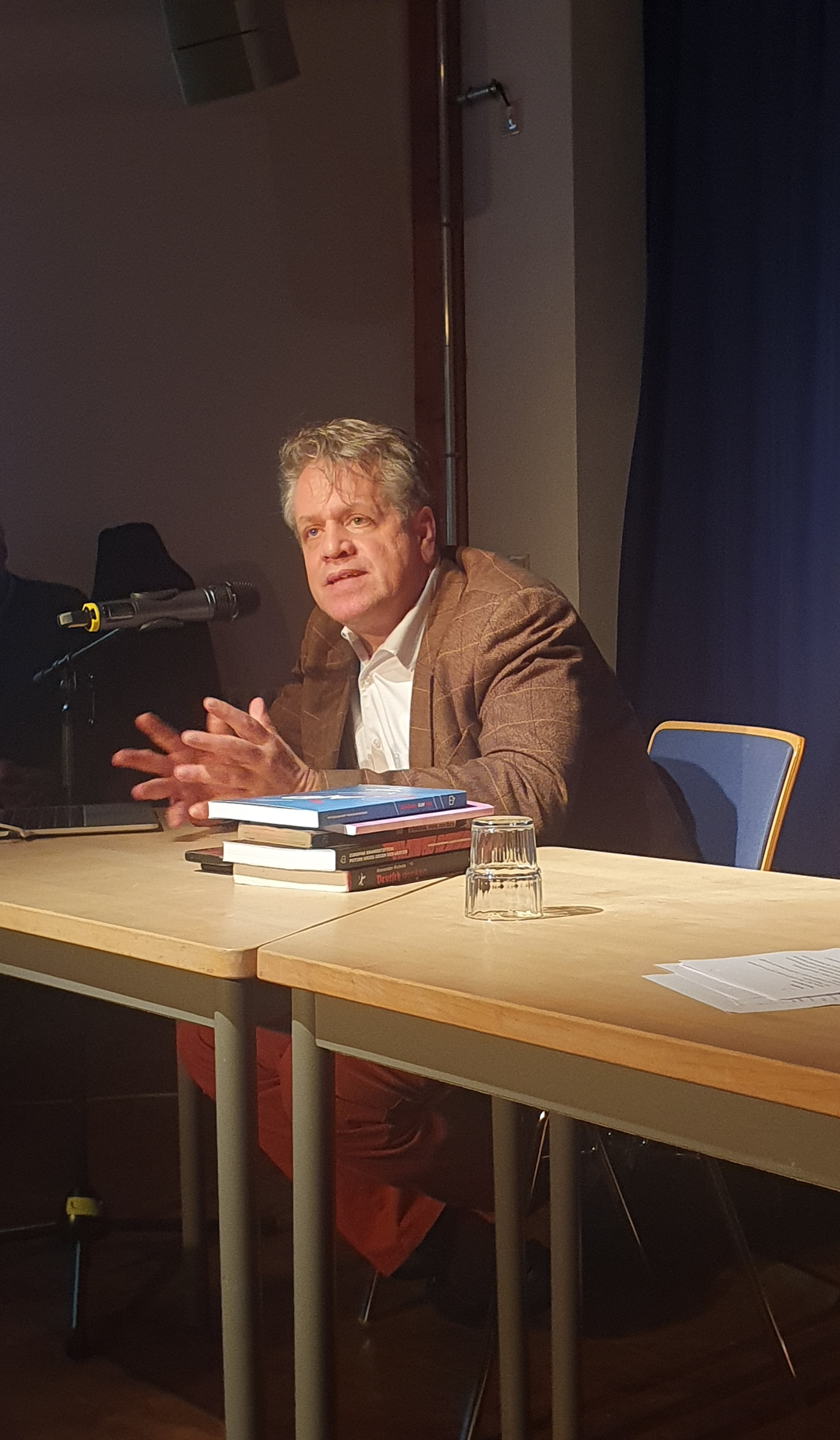
Lesung von Marcus Bensmann in der Kulturkirche Köln (2024)

Marcus Bensmann (* 1969) ist ein deutscher Investigativjournalist für das Recherchenetzwerk Correctiv. Schwerpunkt seiner Rercherchen ist die AfD.

## Karriere
Bensmann wurde bekannt für seine Augenzeugenberichte über die Unruhen in Usbekistan 2005 in Andijon. Er bereiste intensiv die Staaten Zentralasiens und verfolgte von seiner Basis in Bischkek aus die tagespolitischen Ereignisse. Wegen seiner Berichterstattung wurde er anschließend wegen „informeller Unterstützung des Terrorismus“ angeklagt und gezwungen, das Land zu verlassen. Im Jahr 2008 überfielen unbekannte Täter Bensmann in der kasachischen Hauptstadt Astana. Er erlitt schwere Kopfverletzungen und Erfrierungen, woraufhin er zur medizinischen Versorgung mit einem Ambulanzflugzeug nach Deutschland ausgeflogen werden musste. Im Jahr 2014 erklärte er, dass er die russische Urheberschaft des MH-17-Abschusses beweisen könne. Bensmann arbeitet für die Deutsche Welle, ARD, taz, Neue Zürcher Zeitung. Seine Reportagen erschienen unter anderem in Geo, Stern und Le Monde Diplomatique. Bensmann ist seit 2014 Investigativjournalist für das Recherchenetzwerk Correctiv. Seit 2016 arbeitet er zur AfD, zu deren Finanzierung, Machtkämpfen und deren Verstrickungen ins völkische Lager. 2017 erschien das Schwarzbuch AfD. Bensmann war bis 2016 mit der usbekischen Gewinnerin des International Press Freedom Award und Überlebenden der Unruhen von Andijon, Galima Bukharbaeva, verheiratet und lebt in Düsseldorf.

## Publikationen
- Schwarzbuch AfD. Correctiv, Essen 2017, ISBN 978-3-9817400-3-5.
- Zusammen mit David Crawford: Flug MH 17. auf der Suche nach der Wahrheit. Hrsg.: David Schraven. Correctiv, Essen 2015, ISBN 978-3-9816917-3-3.
- Zusammen mit Jean Peters u. a.: Der AfD-Komplex: Recherchen von CORRECTIV. Correctiv, Essen 2024, ISBN 978-3-948013-26-4.
- Niemand kann sagen, er hätte es nicht gewusst: Die ungeheuerlichen Pläne der AfD. Galiani, Berlin 2024, ISBN 978-3-86971-311-3.
- Europas Brandstifter: Putins Krieg gegen den Westen. dtv 2024, ISBN 978-3-948013-28-8.

## Auszeichnungen
- 2015: Grimme Online Award (mit Correctiv-Team)[10]
- 2015: Deutsch-Französischer Journalistenpreis[11]
- 2024: Deutsch-Französischer Journalistenpreis in der Kategorie Investigation mit Correctiv-Team für „Geheimplan gegen Deutschland“[12]